# Jabłocznoje (obwód sachaliński)
Jabłocznoje (ros. Яблочное) – wieś w Rosji, w obwodzie sachalińskim, w rejonie chołmskim. W 2010 liczyła 1825 mieszkańców.